# Ladyhawke (film)
Ladyhawke is een Amerikaanse speelfilm uit 1985 onder regie van Richard Donner.

## Verhaal
Het verhaal gaat over twee geliefden die elkaar nooit kunnen aanraken. Etienne Navarre en zijn geliefde Isabeau zijn namelijk betoverd door de kwaadaardige bisschop van Aquila, die verliefd is op Isabeau. Navarre verandert 's nachts in een wolf en wanneer het licht wordt, wordt hij weer mens, terwijl Isabeau in een havik verandert. Samen met de dief Phillipe Gaston 'de Muis', vluchten ze voor de troepen van de bisschop. Phillipe de Muis vindt het stel zo sympathiek dat hij op zoek gaat naar een manier om de betovering te verbreken.

## Rolverdeling
| Acteur              | Personage                     |
| ------------------- | ----------------------------- |
| Matthew Broderick   | Philippe Gaston               |
| Rutger Hauer        | kapitein Étienne Navarre      |
| Michelle Pfeiffer   | Isabeau d'Anjou               |
| Leo McKern          | Imperius                      |
| John Wood           | de bisschop van L'Aquila      |
| Ken Hutchison       | Marquet                       |
| Alfred Molina       | Cezar                         |
| Giancarlo Prete     | Fornac                        |
| Venantino Venantini | de secretaris van de bisschop |